# Dirka po Italiji 1998
Dirka po Italiji 1998 (italijansko Giro d'Italia 1998) je 81. izvedba dirke po Italiji, tritedenske moške cestne kolesarske etapne dirke. Začela se je 16. maja v Nici in končala 7. junija v Milanu. Sodelovalo je 162 kolesarjev iz 18-ih ekip. Rožnato majico je prvič osvojil Marco Pantani (Mercatone Uno–Bianchi), drugo mesto Pavel Tonkov (Mapei–Bricobi), tretje pa Giuseppe Guerini (Team Polti). Vijolično majico je osvojil Mariano Piccoli (Brescialat–Liquigas), modro majico Gian Matteo Fagnini (Saeco Macchine per Caffè), zeleno majico pa Marco Pantani.

## Ekipe
- Amore & Vita–ForzArcore
- Asics–CGA
- Ballan
- Brescialat–Liquigas
- Cantina Tollo–Alexia Alluminio
- Casino-Ag2r
- Festina–Lotus
- Kelme–Costa Blanca
- Mapei–Bricobi
- Mercatone Uno–Bianchi
- Riso Scotti–MG Maglificio
- Ros Mary–Amica Chips
- Saeco Macchine per Caffè
- Scrigno–Gaerne
- Team Polti
- TVM–Farm Frites
- Vini Caldirola
- Vitalicio Seguros

## Etape
| Etapa | Datum    | Štart/Cilj                             | Razdalja | Tip     | Tip                  | Zmagovalec                |         |
| ----- | -------- | -------------------------------------- | -------- | ------- | -------------------- | ------------------------- | ------- |
| P     | 16. maj  | Nica (Francija)                        | 8 km     |         | posamični kronometer | Alex Zülle (SUI)          |         |
| 1     | 17. maj  | Nice (Francija) – Cuneo                | 159 km   |         | gorska etapa         | Mariano Piccoli (ITA)     |         |
| 2     | 18. maj  | Alba – Imperia                         | 160 km   |         | gorska etapa         | Ángel Edo (ESP)           |         |
| 3     | 19. maj  | Rapallo – Forte dei Marmi              | 196 km   |         | ravninska etapa      | Nicola Minali (ITA)       |         |
| 4     | 20. maj  | Viareggio – Monte Argentario           | 239 km   |         | gorska etapa         | Nicola Miceli (ITA)       |         |
| 5     | 21. maj  | Orbetello – Frascati                   | 206 km   |         | ravninska etapa      | Mario Cipollini (ITA)     |         |
| 6     | 22. maj  | Maddaloni – Lago Laceno                | 158 km   |         | gorska etapa         | Alex Zülle (SUI)          |         |
| 7     | 23. maj  | Montella – Matera                      | 238 km   |         | gorska etapa         | Mario Cipollini (ITA)     |         |
| 8     | 24. maj  | Matera – Lecce                         | 191 km   |         | ravninska etapa      | Mario Cipollini (ITA)     |         |
| 9     | 25. maj  | Foggia – Vasto                         | 167 km   |         | ravninska etapa      | Glenn Magnusson (SWE)     |         |
| 10    | 26. maj  | Vasto – Macerata                       | 212 km   |         | ravninska etapa      | Mario Cipollini (ITA)     |         |
| 11    | 27. maj  | Macerata – San Marino (San Marino)     | 220 km   |         | gorska etapa         | Andrea Noè (ITA)          |         |
| 12    | 28. maj  | San Marino (San Marino) – Carpi        | 202 km   |         | ravninska etapa      | Laurent Roux (FRA)        |         |
| 13    | 29. maj  | Carpi – Schio                          | 166 km   |         | gorska etapa         | Michele Bartoli (ITA)     |         |
| 14    | 30. maj  | Schio – Piancavallo                    | 165 km   |         | ravninska etapa      | Marco Pantani (ITA)       |         |
| 15    | 31. maj  | Trst                                   | 40 km    |         | posamični kronometer | Alex Zülle (SUI)          |         |
| 16    | 1. junij | Videm – Asiago                         | 227 km   |         | gorska etapa         | Fabiano Fontanelli (ITA)  |         |
| 17    | 2. junij | Asiago – Sëlva                         | 217 km   |         | gorska etapa         | Giuseppe Guerini (ITA)    |         |
| 18    | 3. junij | Sëlva – Passo di Pampeago              | 115 km   |         | gorska etapa         | Pavel Tonkov (RUS)        |         |
| 19    | 4. junij | Cavalese – Plan di Montecampione       | 239 km   |         | gorska etapa         | Marco Pantani (ITA)       |         |
| 20    | 5. junij | Darfo Boario Terme – Mendrisio (Švica) | 137 km   |         | ravninska etapa      | Gian Matteo Fagnini (ITA) |         |
| 21    | 6. junij | Mendrisio (Švica) – Lugano (Švica)     | 34 km    |         | posamični kronometer | Sergij Gončar (UKR)       |         |
| 22    | 7. junij | Lugano (Švica) – Milano                | 173 km   |         | ravninska etapa      | Gian Matteo Fagnini (ITA) |         |
|       | Skupaj   | Skupaj                                 | 3830 km  | 3830 km | 3830 km              | 3830 km                   | 3830 km |

## Razvrstitev po klasifikacijah
| Etapa  | Zmagovalec          | Rožnata majica · | Vijolična majica · | Zelena majica ·  | Modra majica ·      | Ekipno po času        |
| ------ | ------------------- | ---------------- | ------------------ | ---------------- | ------------------- | --------------------- |
| P      | Alex Zülle          | Alex Zülle       | brez               | brez             | brez                | Mapei–Bricobi         |
| 1      | Mariano Piccoli     | Alex Zülle       | Mariano Piccoli    | Marzio Bruseghin | ?                   | Mapei–Bricobi         |
| 2      | Ángel Edo           | Alex Zülle       | Mariano Piccoli    | Marzio Bruseghin | ?                   | Mapei–Bricobi         |
| 3      | Nicola Minali       | Sergij Gončar    | Mariano Piccoli    | Paolo Bettini    | ?                   | Mapei–Bricobi         |
| 4      | Nicola Miceli       | Sergij Gončar    | Mariano Piccoli    | Paolo Bettini    | Fabrizio Guidi      | Mapei–Bricobi         |
| 5      | Mario Cipollini     | Michele Bartoli  | Michele Bartoli    | Paolo Bettini    | ?                   | Mapei–Bricobi         |
| 6      | Alex Zülle          | Alex Zülle       | Michele Bartoli    | Alex Zülle       | Gian Matteo Fagnini | Team Polti            |
| 7      | Mario Cipollini     | Alex Zülle       | Michele Bartoli    | Paolo Bettini    | Gian Matteo Fagnini | Team Polti            |
| 8      | Mario Cipollini     | Alex Zülle       | Michele Bartoli    | Paolo Bettini    | Gian Matteo Fagnini | Team Polti            |
| 9      | Glenn Magnusson     | Alex Zülle       | Michele Bartoli    | Paolo Bettini    | Gian Matteo Fagnini | Team Polti            |
| 10     | Mario Cipollini     | Alex Zülle       | Michele Bartoli    | Paolo Bettini    | Gian Matteo Fagnini | Team Polti            |
| 11     | Andrea Noè          | Alex Zülle       | Michele Bartoli    | Paolo Bettini    | Gian Matteo Fagnini | Team Polti            |
| 12     | Laurent Roux        | Laurent Roux     | Michele Bartoli    | Paolo Bettini    | Gian Matteo Fagnini | Team Polti            |
| 13     | Michele Bartoli     | Andrea Noè       | Michele Bartoli    | Paolo Bettini    | Gian Matteo Fagnini | Team Polti            |
| 14     | Marco Pantani       | Alex Zülle       | Michele Bartoli    | Marco Pantani    | Gian Matteo Fagnini | Team Polti            |
| 15     | Alex Zülle          | Alex Zülle       | Michele Bartoli    | Marco Pantani    | Gian Matteo Fagnini | Mapei–Bricobi         |
| 16     | Fabiano Fontanelli  | Alex Zülle       | Michele Bartoli    | Marco Pantani    | Gian Matteo Fagnini | Team Polti            |
| 17     | Giuseppe Guerini    | Marco Pantani    | Mariano Piccoli    | Marco Pantani    | Gian Matteo Fagnini | Mercatone Uno–Bianchi |
| 18     | Pavel Tonkov        | Marco Pantani    | Mariano Piccoli    | Marco Pantani    | Gian Matteo Fagnini | Mercatone Uno–Bianchi |
| 19     | Marco Pantani       | Marco Pantani    | Mariano Piccoli    | Marco Pantani    | Gian Matteo Fagnini | Mapei–Bricobi         |
| 20     | Gian Matteo Fagnini | Marco Pantani    | Mariano Piccoli    | Marco Pantani    | Gian Matteo Fagnini | Mapei–Bricobi         |
| 21     | Sergij Gončar       | Marco Pantani    | Mariano Piccoli    | Marco Pantani    | Gian Matteo Fagnini | Mapei–Bricobi         |
| 22     | Gian Matteo Fagnini | Marco Pantani    | Mariano Piccoli    | Marco Pantani    | Gian Matteo Fagnini | Mapei–Bricobi         |
| Skupaj | Skupaj              | Marco Pantani    | Mariano Piccoli    | Marco Pantani    | Gian Matteo Fagnini | Mapei–Bricobi         |

## Končna razvrstitev
| Legenda | Legenda                                  | Legenda | Legenda                                       |
| ------- | ---------------------------------------- | ------- | --------------------------------------------- |
|         | Predstavlja vodilnega v skupnem seštevku |         | Predstavlja vodilnega v razvrstitvi Intergiro |
|         | Predstavlja vodilnega po točkah          |         | Predstavlja vodilnega v gorski razvrstitvi    |